# Municipio El Oro (México)
Koordinaten: 19° 48′ N, 100° 8′ W
El Oro ist ein Municipio im mexikanischen Bundesstaat México. Der Sitz der Gemeinde und deren größter Ort ist das Pueblo Mágico El Oro de Hidalgo; weitere größere Ortschaften sind La Concepción, Santiago Oxtempan, San Nicolás Tultenango und Santa Rosa de Lima. Die Gemeinde hatte im Jahr 2010 34.446 Einwohner, ihre Fläche beträgt 138 km².

## Geographie
El Oro liegt im Nordwesten des Bundesstaates Mexiko, etwa 85 km nordwestlich von Toluca de Lerdo.
Das Municipio grenzt an die Municipios Temascalcingo, Jocotitlán, San Felipe del Progreso und San José del Rincón sowie an den Bundesstaat Michoacán. 